# Barreau de la Mauricie
Le Barreau de la Mauricie, anciennement le Barreau de Trois-Rivières, est un barreau de section du Barreau du Québec. Il est, avec le Barreau de Montréal et le Barreau de Québec, l'un des trois barreaux fondateurs du Barreau du Québec.

## Description
Le Barreau de la Mauricie est l'ordre professionnel entourant la pratique du métier d'avocat dans la section juridique de la Mauricie. Le Barreau de la Mauricie est composé de deux districts judiciaires, c'est-à-dire une subdivision territoriale d'un barreau de section en plus petites zones juridiques afin d'assurer un meilleur accès à la justice: les districts de Trois-Rivières et de Saint-Maurice,. Tous les districts judiciaires au Québec possèdent au moins un palais de justice. L'instance supérieure qui administre le Barreau de la Mauricie est le Conseil d'administration, présidé par le bâtonnier de la Mauricie et accompagné d'un premier conseiller, un trésorier, un secrétaire, trois autres conseillers et le bâtonnier sortant. La mission du Barreau de la Mauricie est, comme tous les autres barreaux au Québec, de faire valoir les droits des citoyens québécois et de soutenir les membres du barreau dans leurs démarches, . En 2017, le Barreau de la Mauricie compte 288 avocats dans ses rangs.
En 1990, en vertu de la Loi modifiant la Loi sur le Barreau, le Barreau de Trois-Rivières a changé de nom pour celui de Barreau de la Mauricie.

## Historique

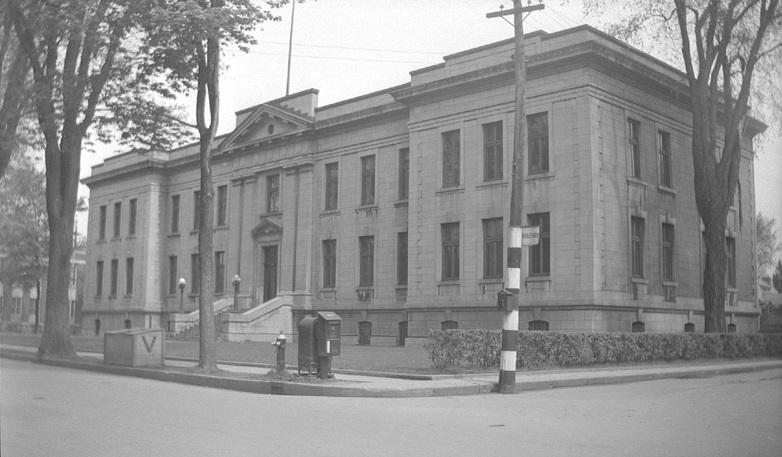
Palais de justice à Trois-Rivières, 1945.

À venir.

## Liste des bâtonniers de la Mauricie
Aucune liste ne répertorie les bâtonniers de la Mauricie, bien que nous savons qu'Antoine Polette, Joseph-Napoléon Bureau, Nazaire Lefebvre-Denoncourt, Jean-Baptiste Ludger Hould, Louis-Dosithé Paquin, Joseph-Alfred Désy, Charles Bourgeois, Auguste Désilets, Maurice Duplessis et François Nobert sont tous devenus bâtonnier du Québec.

## Liste des municipalités dans les districts judiciaires

### District judiciaire de Trois-Rivières
- Aston-Jonction
- Batiscan
- Bécancour
- Champlain
- Grand-Saint-Esprit
- Lemieux
- Louiseville
- Manseau
- Maskinongé
- Nicolet
- Notre-Dame-du-Mont-Carmel
- Saint-Célestin
- Saint-Édouard-de-Maskinongé
- Saint-Justin
- Saint-Léon-le-Grand
- Saint-Luc-de-Vincennes
- Saint-Maurice
- Saint-Narcisse
- Saint-Paulin
- Saint-Pierre-les-Becquets
- Saint-Prosper
- Saint-Samuel
- Saint-Stanislas
- Saint-Sylvère
- Saint-Wenceslas
- Sainte-Angèle-de-Prémont
- Sainte-Anne-de-la-Pérade
- Sainte-Cécile-de-Lévrard
- Sainte-Eulalie
- Sainte-Genevière-de-Batiscan
- Sainte-Marie-de-Blandford
- Sainte-Monique
- Sainte-Sophie-de-Lévrard
- Sainte-Ursule
- Trois-Rivières
- Wôlinak
- Yamachiche

### District judiciaire de Saint-Maurice
- Charette
- Coucoucache
- Grandes-Piles
- Hérouxville
- La Bostonnais
- La Tuque
- Lac-aux-Sables
- Lac-Édouard
- Manawan
- Notre-Dame-de-Montauban
- Saint-Adelphe
- Saint-Alexis-des-Monts
- Saint-Barnabé
- Saint-Boniface
- Saint-Élie-de-Caxton
- Saint-Étienne-des-Grès
- Saint-Mathieu-du-Parc
- Saint-Roch-de-Mékinac
- Saint-Sévère
- Saint-Séverin
- Saint-Tite
- Sainte-Thècle
- Shawinigan
- Trois-Rives
- Wemotaci

#### Droit
- Avocat, Juriste
- Droit au Québec, Droit civil
- Histoire du droit au Québec
- XVIIIe siècle en droit au Québec, XIXe siècle en droit au Québec, XXe siècle en droit au Québec, XXIe siècle en droit au Québec
- Système judiciaire du Québec, Loi du Québec
- Barreau du Québec, Bâtonnier du Québec
- Districts judiciaires du Québec
- Code civil du Bas-Canada, Code criminel du Canada